# کائرانو دی سن مارکو

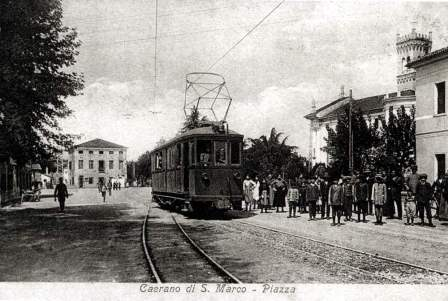
کائرانو

کائرانو دی سن مارکو (به ایتالیایی: Caerano di San Marco) یک کومونه در ایتالیا است که در استان ترویزو واقع شده‌است. کائرانو دی سن مارکو ۱۲٫۰۹ کیلومتر مربع مساحت و ۷٬۹۲۸ نفر جمعیت دارد و ۱۰۰ متر بالاتر از سطح دریا واقع شده‌است.

## خواهرخوانده
شهر Boissise-le-Roi خواهرخواندهٔ کائرانو دی سن مارکو هست.